# Syntherata
Syntherata is een geslacht van vlinders van de familie nachtpauwogen (Saturniidae), uit de onderfamilie Saturniinae.

## Soorten
- S. apicalis Bouvier, 1928
- S. brunnea Eckerlein, 1935
- S. doboensis U. & L. Paukstadt, 2004
- S. godeffroyi Butler, 1882
- S. godefroyi Butler, 1882
- S. innescens Naumann & Brechlin, 2001
- S. janetta (White, 1843)
- S. leonae Lane, 2003
- S. malukuensis U. Paukstadt & L. Paukstadt, 2005
- S. naessigi Peigler, 1992
- S. pristina (Walker, 1865)
- S. sinjaevi Naumann & Brechlin, 2001